# Opožděná bolest svalů
Opožděná bolest svalů nebo pozátěžová bolest svalů je taková bolest a ztuhlost, která se ve svalech projevuje několik hodin až dní po nezvyklém nebo namáhavém cvičení.
Bolest je pociťována nejsilněji 24 až 72 hodin po cvičení. :s.63 Předpokládá se, že je způsobena excentrickým (prodlužujícím) cvičením, které způsobuje mikroskopické poškození svalů (mikrotrauma). Po takovém cvičení se sval rychle přizpůsobí, aby zabránil poškození svalů, a tím i bolesti, pokud by se cvičení opakovalo.:s.76
Opožděná bolest svalů je jedním ze symptomů svalového poškození vyvolaného cvičením. Druhým je akutní bolest svalů, která se projevuje během cvičení a bezprostředně po něm.

## Příznaky a symptomy
Bolest je vnímána jako tupá, bodavá bolest v postiženém svalu, často v kombinaci se ztuhlostí. Bolest se obvykle projevuje pouze tehdy, když je sval natažený, stahovaný nebo pod tlakem, ne když je v klidu.:s.63 Tato citlivost, charakteristický příznak DOMS, je také označována jako „svalová mechanická hyperalgézie“.
I když se mezi cviky a jedinci vyskytují rozdíly, bolestivost se obvykle zvyšuje v prvních 24 hodinách po cvičení. To vrcholí od 24 k 72 hodinám, pak ustupuje a mizí až sedm dnů po cvičení.:s.63

## Příčiny
Svalová bolest je způsobena excentrickým cvičením, tj. cvičením sestávajícím z excentrických (prodlužujících) stahů svalu. Izometrické (statické) cvičení způsobuje mnohem menší bolestivost a soustředné (zkrácení) cvičení nezpůsobuje žádné.

## Mechanismus
Mechanismus opožděného nástupu svalové bolestivosti není zcela vysvětlen, ale má se za to, že bolest je výsledkem mikrotraumatu.
DOMS byl poprvé popsán v roce 1902 Theodoreem Houghem, který dospěl k závěru, že tento druh bolestivosti je "v zásadě výsledkem ruptur ve svalech".:s.63 Podle této teorie "svalového poškození" jsou tyto ruptury mikroskopickými lézemi na Z linii svalového sarkomu.Bolest byla přičítána zvýšené síle napětí a prodloužení svalstva z excentrického cvičení.  To může způsobit uvolnění aktinů a myosinových můstků před relaxací, což nakonec způsobí větší napětí na zbývajících aktivních motorických jednotkách. To zvyšuje riziko rozšíření, rozmazání a poškození sarkomu. Když se mikrotrauma vyskytne u těchto struktur, jsou stimulovány nociceptory (receptory bolesti) uvnitř svalových vazivových tkání a způsobují pocit bolesti.
Další vysvětlení je teorie "enzymového vtoku". Po mikrotraumatu se vápník, který je normálně uložen v sarkoplazmatickém retikulu, hromadí v poškozených svalech. Buněčné dýchání je inhibováno a ATP potřebný pro aktivní transport vápníku zpět do sarkoplazmatického retikula je také zpomalen. Tato akumulace vápníku může aktivovat proteázy a fosfolipázy, které zase rozkládají a degenerují svalový protein. To způsobuje zánět a zase bolest způsobenou hromaděním histaminů, prostaglandinů a draslíku. 
Dřívější teorie předpokládala, že DOMS je spojen s tvorbou kyseliny mléčné v krvi, o které se předpokládalo, že bude dále produkována po cvičení. Toto nahromadění kyseliny mléčné bylo považováno za toxický metabolický odpad, který způsobil vnímání bolesti v opožděném stadiu. Tato teorie byla později vyvrácena. Kromě toho je známo z několika studií, že kyselina mléčná je schopná vrátit se k normálním hladinám během jedné hodiny po cvičení, a proto nemůže způsobit bolest, ke které dochází mnohem později.

### Vztah k ostatním účinkům
Ačkoli opožděný nástup svalové bolesti je příznakem spojeným s poškozením svalů, jeho velikost nemusí nutně odrážet velikost jejich poškození.:s.66–67
Bolest je jednou z dočasných změn způsobených ve svalech nezvyklým excentrickým cvičením. Další takové změny zahrnují sníženou svalovou sílu, snížený rozsah pohybu a svalový otok.:s.66 Ukázalo se však, že tyto změny se vyvíjejí nezávisle na čase a že bolest není příčinou snížení svalové funkce.:s.66

### Varovný signál
Bolest může sloužit jako varování ke snížení svalové činnosti, aby se zabránilo zranění nebo dalšímu zranění. Lehké soustředné cvičení (zkrácení svalů) během DOMS může způsobit zpočátku větší bolest, ale následuje dočasné zmírnění bolesti – bez nežádoucích účinků na svalová funkce nebo zotavení. Excentrické cvičení během DOMS nezvyšuje poškození svalů, ani nemá nepříznivý vliv na zotavení – vzhledem k tomu, bolestivost není nutně varovným signálem ke snížení používání postiženého svalu. Bylo ale pozorováno, že druhý záchvat excentrického cvičení během jednoho týdne od počátečního cvičení vedl k poklesu svalové funkce ihned poté. :s.70

### Účinek dalšího kola
Po nezvyklém excentrickém cvičení a projevu silné bolesti se sval rychle přizpůsobí, aby snížil další poškození ze stejného cvičení. To se nazývá "účinek dalšího kola". 
V důsledku tohoto efektu je nejen snížena bolestivost, ale také rychleji se hojí další indikátory poškození svalů, např. tok, snížená síla a snížený rozsah pohybu. Účinek je většinou, ale ne zcela, specifický pro vykonaný sval: experimenty ukázaly, že některé z ochranných účinků jsou také přeneseny na jiné svaly.
Velikost účinku je závislá na mnoha variantách, například v závislosti na čase mezi záchvaty, počtem a délkou excentrických kontrakcí a cvičebním režimu. To se také liší mezi lidmi a mezi ukazateli poškození svalů.:s.69 Obecně však ochranný účinek trvá nejméně několik týdnů. Zdá se, že se postupně snižuje, jak čas mezi záchvaty vzrůstá, a po asi jednom roce je nezjistitelný.:s.70
První záchvat nemusí být tak intenzivní jako následné záchvaty, aby se zajistila alespoň určitá ochrana před bolestí. Ukázalo se například, že excentrické cvičení prováděné při 40 % maximální síly poskytuje ochranu 20-60% poškození svalů, ke kterému dochází při cvičení s maximem prováděným o dva až tři týdny později.:s.73 Také účinek opakovaného záchvatu se objevuje i po relativně malém počtu kontrakcí, možná až dvou. V jedné studii první záchvat 10, 20 nebo 50 kontrakcí poskytl stejnou ochranu pro druhý záchvat 50 kontrakcí o tři týdny později.:s.70
Důvod ochranného účinku ještě není pochopen. Bylo navrženo několik možných mechanismů, které se mohou vzájemně doplňovat. Patří mezi ně nervové adaptace (lepší využití a kontrola svalové hmoty nervovým systémem), mechanické adaptace (zvýšená ztuhlost svalů nebo svalová podpůrná tkáň) a buněčné adaptace (mimo jiné adaptace na zánětlivou odpověď a zvýšená syntéza proteinů).:s.74

## Prevence
Bolest svalu může být snížena nebo je jí zabráněno postupně se zvyšující intenzitou nového programu, :s.112 čímž využívají efekt dalšího kola.  Bolest může být teoreticky vyloučena omezením cvičení na soustředné a izometrické kontrakce. :s.112 Ale excentrické kontrakce v některých svalech jsou obvykle nevyhnutelné během cvičení, zvláště když svaly jsou unavené. :s.63 Omezení délky excentrických svalových prodloužení během cvičení může poskytnout určitou ochranu proti bolestivosti, ale to také nemusí být praktické v závislosti na způsobu cvičení. Statické protahování nebo zahřívání svalů před nebo po cvičení nezabrání bolestivosti. 

## Léčba
Bolest obvykle zmizí během asi 72 hodin po objevení. Pokud je léčba žádoucí, jakákoliv opatření, která zvyšují průtok krve do svalu, jako je aktivita s nízkou intenzitou, masáže, mobilizace nervů,  horké koupele nebo návštěva sauny, mohou trochu pomoci. :s.112
Ponoření do chladné nebo ledové vody, příležitostně doporučeného léku, bylo zjištěno, že je neúčinné při zmírňování DOMS v jedné studii z roku 2011  ale účinné v jiném.  Existují také nedostatečné důkazy o tom, zda celotělová kryoterapie - ve srovnání s pasivním odpočinkem nebo bez celotělové kryoterapie - po cvičení snižuje DOMS nebo zlepšuje subjektivní zotavení. 
Kontraintuitivně další cvičení může dočasně potlačit bolest. Cvičení zvyšuje prahy bolesti a tolerance bolesti. Je známo, že tento účinek, zvaný cvičením vyvolaná analgezie, se vyskytuje při vytrvalostním tréninku (běh, jízda na kole, plavání), ale málo je známo o tom, zda k němu dochází také při odporovém tréninku odpor. V literatuře jsou tvrzení, že cvičení bolavých svalů se jeví jako nejlepší způsob, jak zmírnit nebo odstranit bolestivost, ale to ještě nebylo systematicky zkoumáno. :s.62–63